# 加里·里德斯特罗姆
加里·罗杰·里德斯特罗姆（英語：Gary Roger Rydstrom, 1959年6月29日—）是一位美国音效设计师和电影导演他获得了18项奥斯卡金像奖提名，并7次得奖。

## 荣誉
加里·里德斯特罗姆获得过18次奥斯卡金像奖提名（7次获奖），12次金卷轴奖（5次获奖），5次电影音频协会奖（2次获奖）和5次英国电影学院奖（5次获奖）。
| 奥斯卡金像奖 - 2016: 间谍之桥 (最佳音效) - 提名 - 2013: 林肯 (最佳音效) - 提名 - 2012: 战马 (最佳音效) - 提名 - 2012: 战马 (最佳音效剪辑) - 提名 - 2007: 绑架课 (最佳动画短片) - 提名 - 2004: 海底总动员 (最佳音效剪辑) - 提名 - 2003: 少数派报告 (最佳音效剪辑) - 提名 - 2002: 怪兽电力公司 (最佳音效剪辑) - 提名 - 2000: 星球大战I：魅影危机 (最佳音效) - 提名 - 1999: 拯救大兵瑞恩 (最佳音效剪辑) - 获奖 - 1999: 拯救大兵瑞恩 (最佳音效) - 获奖 - 1998: 泰坦尼克号 (最佳音效) - Won - 1994: 侏罗纪公园 (最佳音效剪辑) - 获奖 - 1994: 侏罗纪公园 (最佳音效) - 获奖 - 1992: 终结者2：审判日 (Best Sound Effects Editing) - Won - 1992: 终结者2：审判日 (最佳音效) - 获奖 - 1992: 回火 (最佳音效剪辑) - 提名 - 1992: 回火 (最佳音效) - 提名 电影声音编辑-金卷轴奖 - 2005: 电影声音编辑职业成就奖 - 2004: 海底总动员（动画片最佳音效编辑）- 提名 - 2003: 少数派报告（国产片最佳音效编辑）- 提名 - 2003: 少数派报告 （国产片最佳音效编辑）- 提名 - 2002: 亚特兰蒂斯：失落的帝国（国产片外语片动画片最佳音效编辑 - 音效）- 获奖 - 2002: 怪兽电力公司（国产片外语片动画片最佳音效编辑 - 音效）- 提名 - 2002: 人工智能（国产片外语片动画片最佳音效编辑 - 音效）- 提名 - 2002: 人工智能（国产片最佳音效编辑 - 音效）- 提名 - 2001: 战争存亡录（国产片最佳音效编辑）- 提名 - 1999: 虫虫危机（动画片最佳音效编辑）- 获奖 - 1999: 拯救大兵瑞恩（最佳音效编辑）- 获奖 - 1999: 拯救大兵瑞恩（最佳音效编辑）- 获奖 - 1998: 大力士（动画片最佳音效编辑）- 获奖 电影音频协会奖 - 2004: -职业成就奖 - 2000: 星球大战I：魅影危机（故事片混音杰出成就）- 提名 - 1999: 拯救大兵瑞恩（故事片混音杰出成就）- 获奖 - 1998: 泰坦尼克号（故事片混音杰出成就）- 获奖 - 1994: 侏罗纪公园（故事片混音杰出成就）- 提名 英国电影学院奖 - 2000: 星球大战I：魅影危机（最佳音效）- 提名 - 1999: 拯救大兵瑞恩（最佳音效）- 获奖 - 1998: 泰坦尼克号（最佳音效）- 提名 - 1994: 侏罗纪公园（最佳音效）- 提名 - 1992: 终结者2：审判日（最佳音效）- 获奖 |